# Australasia ai Giochi della IV Olimpiade
L'Australasia partecipò ai Giochi della IV Olimpiade che si sono svolti a Londra dal 27 aprile al 31 ottobre 1908, con una delegazione di 30 atleti impegnati in sei discipline.